# Georgy Znamensky
Georgy Znamensky (en russe : Геóргий Ива́нович Знáменский), né le 12 juin 1903 à Ramensky dans l'Empire russe et mort le 28 décembre 1946 à Moscou en URSS, est un athlète soviétique, spécialiste des courses de fond et de demi-fond. Il a été de multiples fois champion national dans son pays de 1932 à 1940 et détenteur de multiples records.

## Biographie

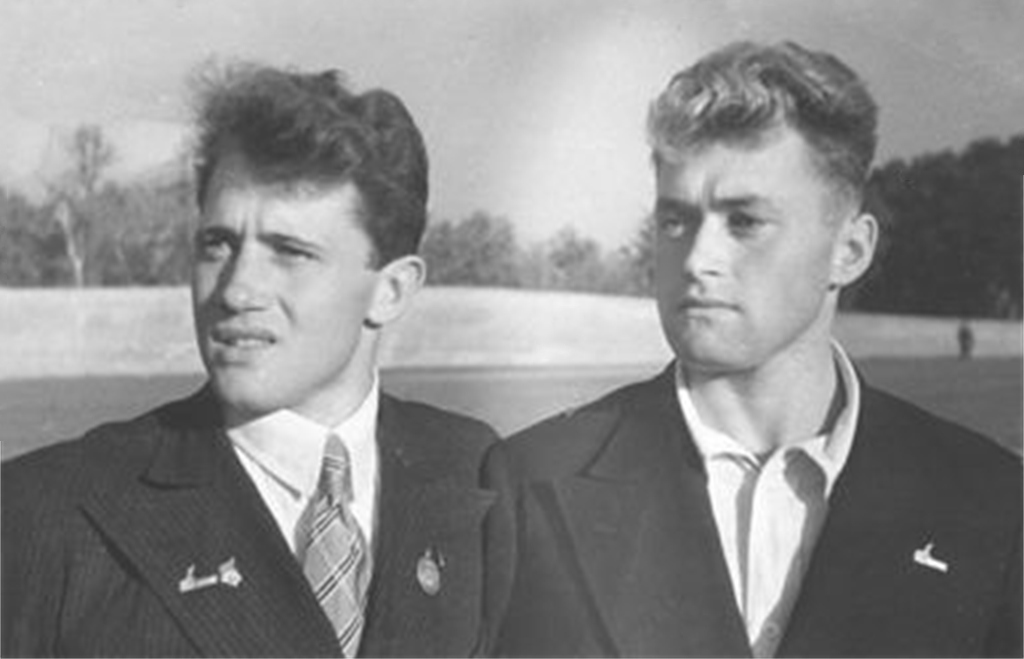
Seraphim Znamensky (gauche) et Georgy Znamensky.

Georgy Ivanovich Znamensky est le frère du coureur Seraphim Znamensky (1906-1942) qui seront, tout au long de leurs vies après avoir travaillé en usine, partenaires d'entrainement et rivaux sur les pistes dès leurs débuts communs en 1932. Cependant Seraphim Znamensky obtient de meilleurs résultats en compétition, gagnant notamment à trois reprises le Cross de L'Humanité en France, seule compétition internationale à laquelle ils sont autorisés à participer, l'Union soviétique n'étant pas membre de la fédération internationale d'athlétisme. Bien que parmi les athlètes les plus célèbres de leur pays, et ayant établi de nombreux records nationaux du 1 000 m au 10 000 m, ils n'étaient pas des athlètes professionnels – l'URSS n'autorisant pas ce statut – et ont été officiellement durant leur carrière des étudiants à l'Institut de médecine Mikhailov,.
Georgy Znamensky met fin à sa carrière en 1940 et est engagé dans la Deuxième Guerre mondiale comme personnel de santé. Son frère Seraphim se suicide en 1942 tandis Georgy Znamensky meurt d'un cancer en 1946 alors qu'il vient de participer aux Championnats d'Europe d'athlétisme 1946 comme personnel soignant de l'équipe russe.
Après leur décès, l'union des athlètes russes crée en leur souvenir en 1949 le Mémorial Znamensky, une compétition d'athéltisme en extérieur organisée chaque année dans la ville de Joukovski. En 1958, cette compétition prend un statut international et devient l'une des compétitions majeures de l'International Association of Athletics Federations (IAAF)..